# 요안 베날루안
요앙 베날루안(아랍어: يوهان بن علوان, 프랑스어: Yohan Ben Alouane)는 프랑스에서 태어난 튀니지의 전 축구 선수이다.